# Калдыбаев, Маман
Маман Калдыбаев (1879 год — 1959 год) — звеньевой колхоза «Ульгули» Чиилийского района Кзыл-Ординской области, Казахская ССР. Герой Социалистического Труда (1949).

## Биография
Родился в 1879 году в бедной казахской семье. Происходит из подрода шубыртпалы рода каракесек племени аргын. В 1929 году одним из первых вступил в сельскохозяйственную артель «Ульгули» (позднее — колхоз «Коммунизм», «Ульгули» Чиилийского района) в селе Ульгули (сегодня — Село имени Нартая Бекежанова). Был первым председателем этой артели. С 1934 года — звеньевой рисоводческого звена колхоза. В годы Великой Отечественной войны стал инициатором движения пожилых колхозников-передовиков.
В 1944 году звено под руководством Мамана Калдыбаева достигло высоких показателей по сбору риса. На протяжении нескольких лет перевыполнялся план по выращиванию риса. В 1948 году было собрано в среднем по 92 центнера риса с каждого гектара на участке площадью 6 гектаров и 42 центнеров с каждого гектара на участке площадью 14 гектаров. За эти выдающиеся трудовые достижения был удостоен в 1949 году звания Героя Социалистического Труда.
Скончался в 1959 году.
Награды
- Герой Социалистического Труда — указом Президиума Верховного Совета СССР 20 мая 1949 года
- Орден Ленина